# Tétrodotoxisme
 Mise en garde médicale
Le tétrodotoxisme est un ichtyosarcotoxisme, c'est-à-dire une intoxication due à la consommation de poissons, et plus précisément de tétraodons, poissons de la famille des tétraodontidés, quand ils sont mal préparés.
La famille des tétraodons comprend différentes appellations comme le poisson globe, le poisson lune, le diodon ou poisson porc-épic, le poisson baudruche, le tétraodon ou poisson boule et le tetraodontidae ou poisson ballon. On retrouve ces poissons à Hong Kong, au Japon et en Océanie. On a également rapportés des intoxications au tétrodon au Maroc, en Malaisie, à La Réunion, en Californie et à Madagascar.
Le tétrodotoxisme est dû à l'ingestion de tétrodotoxine (TTX), qui est une neurotoxine (toxine agissant sur le système nerveux), découverte en 1909 et qui est présente dans la peau et les viscères (dont le foie et les ovaires) des tétrodons (notamment le fugu).

## Symptômes
Les premiers symptômes de l'intoxication surviennent dans les 3 heures suivant l'ingestion de la toxine. L'évolution se fait en différentes phases de gravité croissante :
1. paresthésies au niveau de la bouche et des extrémités, accompagnées de signes digestifs comme des nausées, plus rarement des vomissements ou une diarrhée ;
2. incoordination motrice, altération de la motricité sous forme d'un paralysie incomplète de la musculature squelettique ;
3. troubles de la déglutition, de la phonation et mydriase bilatérale, paralysie généralisée avec troubles ventilatoires ;
4. paralysie respiratoire avec maintien de la conscience, hypotension et bradycardie, voire collapus et coma. Décès possible, le plus souvent par asphyxie.

## Diagnostic
Le diagnostic de tétrodotoxisme est basé sur :
- la notion d’ingestion récente de tétraodons retrouvée lors de l'interrogatoire ;
- le tableau clinique neurologique typique ;
- les résultats des examens biologiques, notamment l’étude toxicologique.

## Consommation
Le fugu est un mets traditionnel particulièrement apprécié, et particulièrement cher au Japon. La préparation du fugu y nécessite depuis 1958 une formation sanctionnée par un diplôme d’État délivré par le ministère de la Santé.
Tout l'art du chef consiste à réaliser une découpe parfaite du poisson. En effet en cas d'erreur les neurotoxines contenues dans les viscères sont libérées et empoisonnent la chair. Les organes contenant les toxines mortelles sont interdits à la consommation et à leur préparation depuis 1983.

## Décès
Certaines sources avancent le chiffre de 100 morts par an, d'autres de 10 ou 20 et encore d'autres de seulement un mort annuel. En 1958, c'est-à-dire la 1re année où la préparation du fugu fut réglementée, on recensa 176 victimes.
D'après le Fugu Research Institute, 50 % des victimes le sont après avoir ingéré le foie, 43 % après avoir ingéré les ovaires et 7 % après avoir ingéré la peau.
Une des victimes les plus célèbres du fugu est Mitsugoro Bando VIII, acteur japonais de Kabuki et porteur de la distinction de « Trésor national vivant du Japon ». Il décéda le 16 janvier 1975 après avoir ingéré quatre foies de fugu dans un restaurant de Kobé,.
Encore de nos jours et malgré toutes ces précautions, des décès sont dus à la consommation de fugu.
Ainsi au Japon 3 morts sont à déplorer rien que pour l'année 2003.